# Paul Terek
Paul Terek (ur. 20 października 1979 w Dearborn w stanie Michigan) – amerykański lekkoatleta, wieloboista.
W 2010 ogłosił zakończenie kariery sportowej.

## Osiągnięcia
| Rok  | Impreza              | Miejsce  | Lokata      | Wynik    |
| ---- | -------------------- | -------- | ----------- | -------- |
| 2003 | Mistrzostwa świata   | Paryż    | 12. miejsce | 7503 pkt |
| 2004 | Igrzyska olimpijskie | Ateny    | 21. miejsce | 7893 pkt |
| 2005 | Mistrzostwa NACAC    | San Juan | 3. miejsce  | 7923 pkt |
| 2005 | Mistrzostwa świata   | Helsinki | 13. miejsce | 7921 pkt |
| 2007 | Mistrzostwa świata   | Osaka    | 10. miejsce | 8120 pkt |

Trzykrotny mistrz USA w siedmioboju (2003, 2004 i 2007). Medalista mistrzostw kraju i mistrzostw NCAA w dziesięcioboju.

## Rekordy życiowe
- dziesięciobój lekkoatletyczny – 8312 pkt (2004)
- siedmiobój lekkoatletyczny (hala) – 6040 pkt (2004)
- skok o tyczce (hala) – 5,70 (2003)